# Zoe Cruz

Zoe Cruz, 2021

Zoe Cruz (* 2. Februar 1955) ist eine US-amerikanische Bankmanagerin. Seit 2006 war sie Ko-Präsidentin der Investmentbank Morgan Stanley. Wegen der Misserfolge im Trading- und Risikogeschäft, für das Cruz verantwortlich war, wurde die Managerin im November 2007 von Morgan Stanley entlassen.
Zoe Cruz erwarb 1977 einen Bachelor-Grad in Literatur an der Harvard University und 1982 den Grad MBA an der Harvard Business School. Im selben Jahr begann sie ihre Berufslaufbahn bei Morgan Stanley, 1986 wurde sie Vice President, 1988 Principal und 1990 Managing Director. Von 2000 bis 2005 leitete sie den Bereich Fixed Income, Commodities and Foreign Exchange.
Zoe Cruz wurde in der Liste der 100 mächtigsten Frauen der Welt des Forbes Magazine im Jahr 2006 auf Platz 10 geführt.